# Tacos de jamón

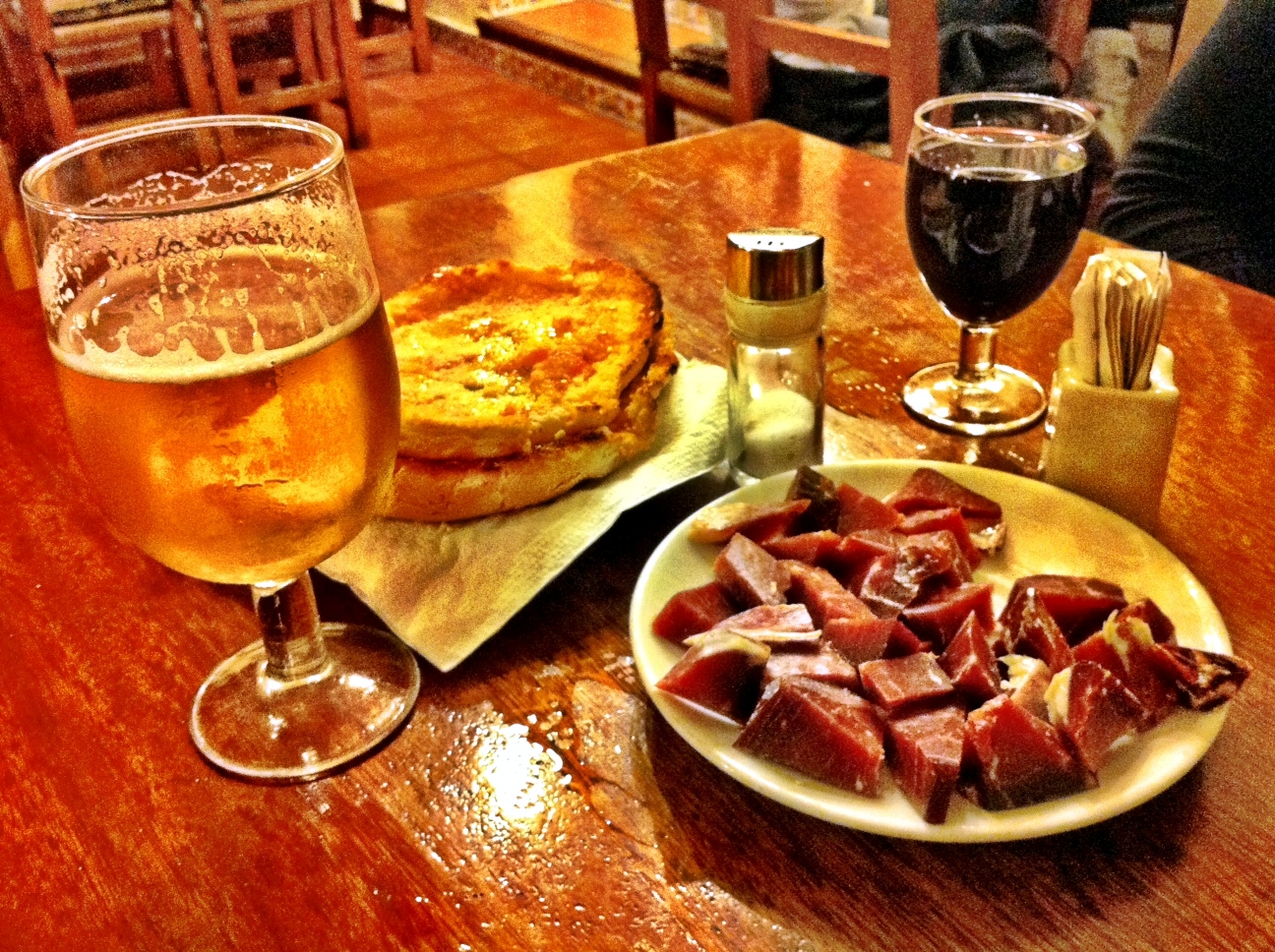
Tacos de jamón servidos como tapas.

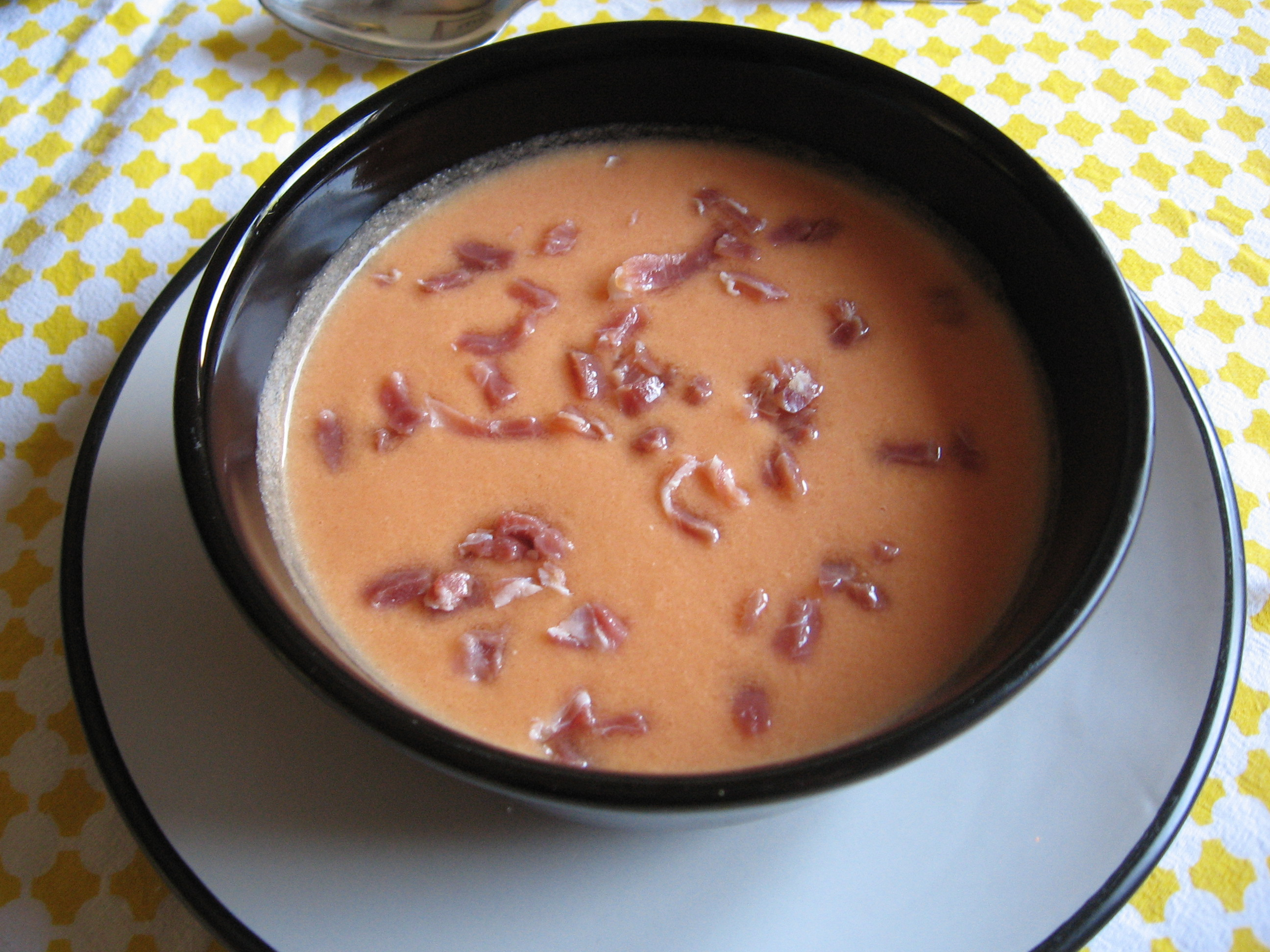
En ciertas sopas como es el caso del salmorejo cordobés.

Los tacos de jamón (denominados también como virutas de jamón) son diminutas migas, virutas, o sobrantes del magro cortado del jamón. En la cocina española se suele emplear en algunas preparaciones como saborizantes y condimento de algunas preparaciones culinarias, servidos como tapas. Suele comercializarse como “tacos”, o loncheados generalmente envasados al vacío. Generalmente se comercializan a precios comparativamente inferiores que el magro de jamón. Incluso con cierto sabor rancio. 

## Usos
Los tacos de jamón pueden emplearse en diversas preparaciones culinarias tales como las tortillas de huevo con jamón, o en los toppings de sopas frías como el salmorejo, o postres como el melón con jamón. Las pizzas que incluyen estas virutas entre sus ingredientes se denominan pizzas serranas. En el relleno de algunas empanadas, como ingrediente refrito de algunas sopas, ensaladas, en la preparación de platos de verduras como puede se una menestra, en platos de legumbres como las lentejas con jamón. En algunas zonas del sur de España se sirven las virutas y los tacos como tapas.
Desde comienzos del siglo XXI, puede verse en algunas ciudades españolas importantes como se comercializan las virutas de jamón servidas en cucuruchos de papel como comida rápida, e incluso a pie de calle. Generalmente a precios más bajos que el loncheado típico de jamón.